# Takahiro Mizushima
Takahiro Mizushima (水島 大宙 Mizushima Takahiro?) nació el 14 de junio de 1976 en Fujisawa, Prefectura de Kanagawa, Japón. Es miembro de Production baobab. Al ser Seiyū de juegos de adultos, se le conoce como Uta Kijima (木島 宇太 Kijima Uta?).

## Roles interpretados

### 2001
- Hikaru no Go - Chinese Pro

### 2002
- Pokémon: Generación Avanzada - Fū
- Knight Hunters Eternity
- Princess Tutu - Hermano Meerkat
- SaiKano - Un soldado
- Shrine of the Morning Mist - Tadahiro Amatsu

### 2003
- PoPoLoCrois - Billy
- Scrapped Princess - hristopher Armalite
- D.N.Angel - Eliot
- Full Metal Panic! Fumoffu - Kojima
- Stellvia of the Universe - Kouta Otoyama
- Mermaid Melody Pichi Pichi Pitch Pure - Rihito Amagi
- Onegai Twins - Un estudiante

### 2004
- Phoenix - Adam
- Superior Defender Gundam Force - Blue Doga
- Onmyō Taisenki - Hiragi no Tobee
- The Gokusen - Katsushita
- Onmyō Taisenki - Ryūji Kamiya
- Kono Minikuku mo Utsukushii Sekai - Takeru Takemoto
- Desert Punk - Wataru Suiden

### 2005
- Magical Kanan - Hazuna

### 2006
- D.Gray-man - Bob
- TOKYO TRIBE2 - Secretario Principal
- Hataraki Man - Editor B
- Bakukyu Hit! Crash Bedaman - Kazuma Miyoshi
- Gakuen Heaven - Ozawa Wataru
- Detective Conan - Rescue worker
- Bartender - Ryū Sasakura
- Joshikōsei - Takanori Shimotakanani

### 2007
- Sayonara Zetsubō Sensei - Jun Kudō/Takashi
- Kimikiss Pure Rouge - Kazuki Aihara
- Seto no Hanayome - Nagasumi Michishio
- Romeo x Juliet - Romeo Montague
- Getsumen to Heiki Mina - Ryū Sasaki
- Tengen Toppa Gurren Lagann - Tetsukan, Guinble

### 2008
- Inazuma Eleven - Hiroto Kiyama/Gran
- Code Geass: Lelouch of the Rebellion R2 - Rolo Lamperouge

### 2009
- Hetalia - Axis Powers - Finlandia
- Inazuma Eleven - Kiyama Hiroto/Gran

### 2010
- SD Gundam Sangokuden Brave Battle Warriors - Chouryou Messala
- Seikimatsu Occult Gakuin - Fumiaki Uchida
- Giant Killing - Daisuke Tsubaki
- Angel Beats! - Takamatsu
- Hetalia: Axis Powers - Finlandia

### 2011
- Beelzebub - Takayuki Furuichi
- Mashiro iro symphony - Shingo Uryu

### 2012
- Kokoro Connect - Taichi Yaegashi

### 2013
- White Album 2 - Haruki Kitarahara

### 2016
- Boku Dake ga Inai Machi - Jun Shiratori
- Watashi ga Motete Dōsunda - Takurō Serinuma

### 2020
- Jibaku Shounen Hanako-kun - Natsuhiko Hyuuga

## 2020
Jibaku Shounen Hanako-kun- Natsuhiko hyuuga

### OVA
- Netrun-mon - Hiroyuki (2004)
- Tenbatsu! Angel Rabbie - Luka (2004)
- Mahō Sensei Negima: Mō Hitotsu no Sekai - Kotaro Inugami (forma adulta) (2009-2010)

### JUEGOS
- Captain Tsubasa: Dream Team - Franz Schester
- White Album 2 - Haruki Kitahara

- Mega Man Zero 1-2-3 - X
- Mega Man ZX-ZXA - Model X